# Pablo Landeo Muñoz
Pablo Landeo Muñoz (Huancavelica, Perú, 1959) es un escritor, traductor y profesor de lengua y literatura peruano. Ha contribuido a la literatura quechua con cuentos y una novela en quechua. Asimismo ha escrito poemas en español.

## Trayectoria
Pablo Landeo Muñoz estudió lengua y literatura y escribió su tesis de maestría sobre cuentos andinos en la Universidad Nacional Mayor de San Marcos en Lima, por la cual en 2010 obtuvo el primer puesto en el IV Concurso Nacional de Tesis de Posgrado, de Maestría y Doctorado, convocado por la Asamblea Nacional de Rectores. Ha sido escritor en residencia por el programa de Quechua de la Universidad de Pensilvania en Filadelfia. Actualmente es docente de quechua en el INALCO en París. 

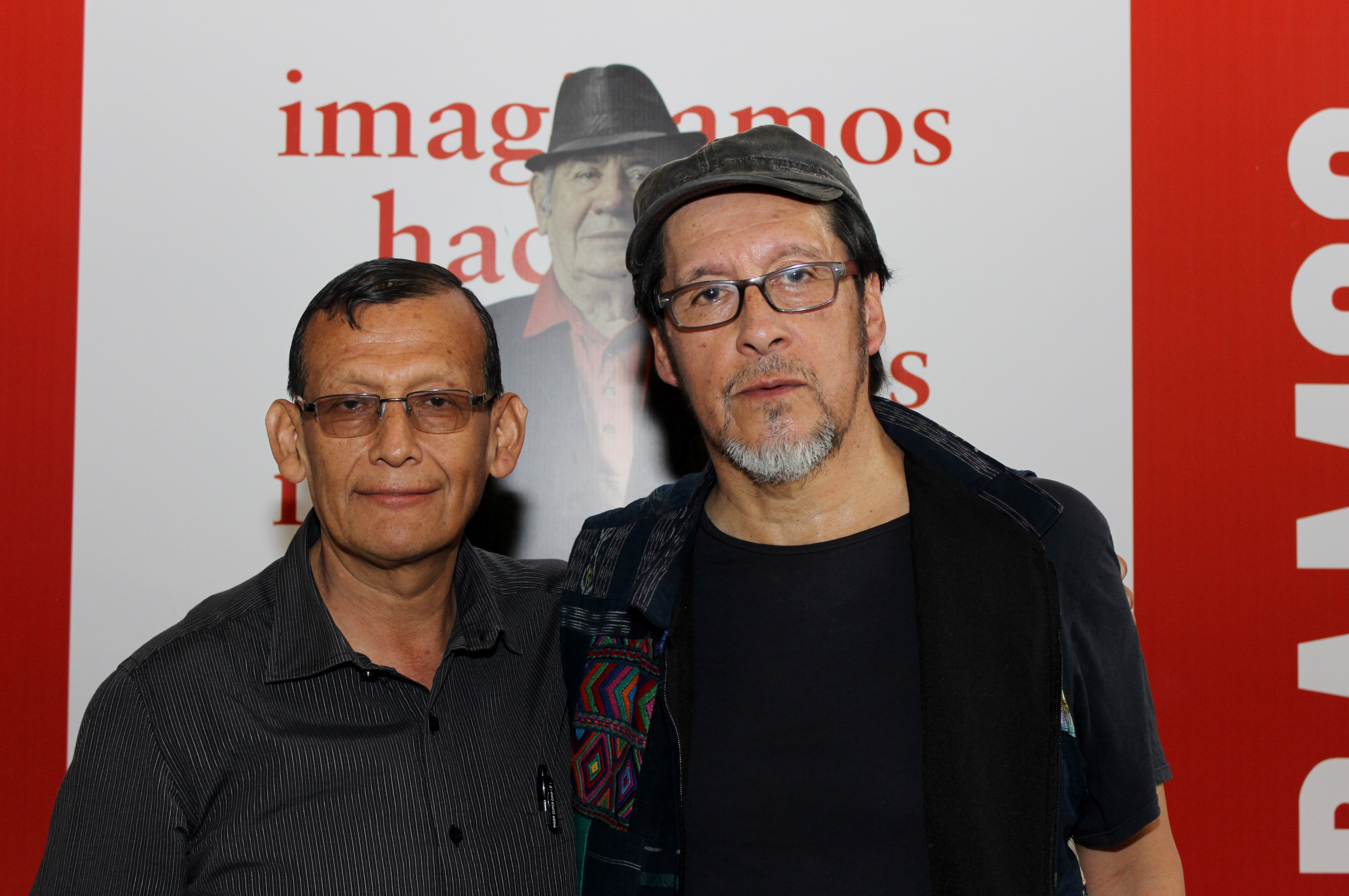
Landeo con Elicura Chihuailaf, poeta mapuche, en la FILSA 2018

## Labor literaria
En 2011 apareció su poemario Los hijos de Babel en español. Publicó una colección de relatos de Huancavelica en quechua ayacuchano bajo el título Wankawillka en 2013, complementados con traducciones al español y un estudio en quechua.
En su novela Aqupampa (Instituto Francés de Estudios Andinos, Pakarina Ediciones), que apareció en 2016, se dedica a la problemática de la migración del campo a la ciudad, específicamente a la capital peruana Lima, en el contexto de la violencia de Sendero Luminoso en el tiempo del conflicto interno en el Perú. Se trata de la primera novela quechua publicada sin traducción al español, la obra en prosa quechua originaria hasta ahora más extensa y la primera establecida en un ámbito urbano.
Pablo Landeo es director de la revista literaria Atuqpa Chupan (La cola del zorro), que sale anualmente en quechua.

## Obras

### Obras investigativas
- 2014: Categorías andinas para una aproximación al willakuy. Umallanchikpi kaqkuna. Asamblea Nacional de Rectores, Lima. (Tesis de maestría)

### Poesía en castellano
- 2011: Los hijos de babel. Perú Grupo Pakarina, Lima

### Poesía en quechua
- 2021: Limapaq Runasimi. Perú Grupo Pakarina, Lima.

### Cuentos en quechua
- 2013: Wankawillka. Hanaqpacha ayllukunapa willakuynin. Perú Grupo Pakarina, Lima
- 2021: Lliwyaq. Perú Grupo Pakarina, Lima.

### Novela en quechua
- 2016: Aqupampa. Perú Grupo Pakarina, Instituto Francés de Estudios Andinos, Lima. 106 páginas. ISBN 9786124297090